# Dolní Pěna
Dolní Pěna, dříve též Pěnná, (německy Niderebaumgarten) je obec v okrese Jindřichův Hradec v Jihočeském kraji. Žije zde 421 obyvatel.

## Historie
První písemná zmínka o obci pochází z roku 1359. V letech 1938 až 1945 byla ves v důsledku uzavření Mnichovské dohody přičleněna k nacistickému Německu.

## Obyvatelstvo
| Rok            | 1869 | 1880 | 1890 | 1900 | 1910 | 1921 | 1930 | 1950 | 1961 | 1970 | 1980 | 1991 | 2001 | 2011 | 2021 |
| -------------- | ---- | ---- | ---- | ---- | ---- | ---- | ---- | ---- | ---- | ---- | ---- | ---- | ---- | ---- | ---- |
| Počet obyvatel | 409  | 390  | 334  | 298  | 301  | 299  | 279  | 240  | 182  | 135  | 98   | 78   | 113  | 262  | 406  |
| Počet domů     | 65   | 65   | 66   | 50   | 50   | 50   | 51   | 51   | 45   | 40   | 34   | 38   | 50   | 94   | 141  |

## Obecní správa
Mezi lety 1850–1960 Dolní Pěna byla obcí v okrese Jindřichův Hradec. V letech 1961–1990 patřila jako část obce k Horní Pěně a od 24. listopadu 1990 je opět samostatnou obcí. V letech 1850–1879 k obci patřila Horní Žďár.

## Pamětihodnosti
- Mostek s kapličkou a sochou svatého Jana Nepomuckého
- Kaple Nejsvětějšího Srdce Páně
- římský most při čp. 36
- Venkovské usedlosti čp. 3 a 20

## Zajímavost
Je zde keřové bludiště o rozloze cca 0,6 hektaru.